# Greg Minor
Greg Magado Minor (Sandersville, 18 settembre 1971) è un ex cestista e allenatore di pallacanestro statunitense, professionista nella NBA.

## Carriera
È stato selezionato dai Los Angeles Clippers al primo giro del Draft NBA 1994 (25ª scelta assoluta).

## Statistiche

### College
| Anno      | Squadra              | PG | PT | MP   | TC%  | 3P%  | TL%  | RP  | AP  | PRP | SP  | PP   |
| --------- | -------------------- | -- | -- | ---- | ---- | ---- | ---- | --- | --- | --- | --- | ---- |
| 1991-1992 | Louisville Cardinals | 30 | -  | 27,7 | 47,3 | 23,3 | 73,3 | 5,1 | 1,8 | 1,3 | 0,2 | 9,7  |
| 1992-1993 | Louisville Cardinals | 31 | 30 | 33,4 | 52,7 | 43,3 | 75,0 | 5,5 | 2,8 | 1,0 | 0,4 | 14,1 |
| 1993-1994 | Louisville Cardinals | 34 | 34 | 34,6 | 51,3 | 35,3 | 72,9 | 6,1 | 2,5 | 1,7 | 0,5 | 13,8 |
| Carriera  | Carriera             | 95 | 64 | 32,0 | 50,7 | 36,3 | 73,9 | 5,6 | 2,4 | 1,3 | 0,3 | 12,6 |

### NBA

#### Regular Season
| Anno      | Squadra        | PG  | PT | MP   | TC%  | 3P%  | TL%  | RP  | AP  | PRP | SP  | PP  |
| --------- | -------------- | --- | -- | ---- | ---- | ---- | ---- | --- | --- | --- | --- | --- |
| 1994-1995 | Boston Celtics | 63  | 8  | 15,0 | 51,5 | 16,7 | 83,3 | 2,2 | 1,0 | 0,5 | 0,3 | 6,0 |
| 1995-1996 | Boston Celtics | 78  | 47 | 22,6 | 50,0 | 25,9 | 76,2 | 3,3 | 1,9 | 0,5 | 0,1 | 9,6 |
| 1996-1997 | Boston Celtics | 23  | 15 | 23,8 | 48,0 | 12,5 | 86,1 | 3,5 | 1,5 | 0,7 | 0,1 | 9,6 |
| 1997-1998 | Boston Celtics | 69  | 16 | 16,3 | 43,6 | 19,4 | 68,6 | 2,2 | 1,3 | 0,8 | 0,2 | 5,0 |
| 1998-1999 | Boston Celtics | 44  | 7  | 17,4 | 41,7 | 28,6 | 75,0 | 2,7 | 1,1 | 0,5 | 0,1 | 4,9 |
| Carriera  | Carriera       | 277 | 93 | 18,6 | 47,8 | 22,6 | 76,7 | 2,7 | 1,4 | 0,6 | 0,2 | 6,9 |

#### Playoffs
| Anno     | Squadra        | PG | PT | MP  | TC%  | 3P% | TL% | RP  | AP  | PRP | SP  | PP  |
| -------- | -------------- | -- | -- | --- | ---- | --- | --- | --- | --- | --- | --- | --- |
| 1995     | Boston Celtics | 4  | 0  | 9,3 | 38,5 | -   | 100 | 0,3 | 0,5 | 0,3 | 0,3 | 2,8 |
| Carriera | Carriera       | 4  | 0  | 9,3 | 38,5 | -   | 100 | 0,3 | 0,5 | 0,3 | 0,3 | 2,8 |